# پروپتاندرول
پروپتاندرول (به انگلیسی: Propetandrol) با فرمول شیمیایی C۲۳H۳۶O۳ یک ترکیب شیمیایی با شناسه پاب‌کم ۲۰۰۵۵۵۴۸ است. که جرم مولی آن ۳۶۰٫۵۳ g/mol می‌باشد.